# Tachikawa Ki-36
Tachikawa Ki-36 – japoński samolot towarzyszący z okresu wojny japońsko-chińskiej i II wojny światowej. W końcowym okresie wojny Ki-36 używany był także do ataków kamikaze. W 1939 na bazie Ki-36 zaprojektowano także samolot szkolny Tachikawa Ki-55. W czasie wojny nosił amerykańskie oznaczenie kodowe Ida.

## Historia
W 1937 Kōkū Hombu (japońskie ministerstwo ds. lotnictwa) ogłosiło konkurs na dwumiejscowy samolot towarzyszący. Miał to być szybki jednopłat mogący operować z prymitywnych pasów startowych w bezpośredniej bliskości frontu. Samolot miał być bardzo zwrotny, zapewniać znakomitą widoczność w dół z kabiny pilota, a dodatkowo powinien być w stanie przenosić niewielki ładunek bombowy.  
Do konkursu stanęły dwie wytwórnie: Mitsubishi Jūkōgyō z samolotem Ki-35 i Tachikawa Hikōki z Ki-36. Wybrany został projekt Tachikawy, jako spełniający warunki konkursu. Autoryzowano budowę jednego prototypu. 
Ryokichi Endo zaprojektował konwencjonalny dolnopłat ze stałym podwoziem z kołami osłoniętymi dużymi owiewkami. Aby uzyskać wymaganą zwrotność i dobre właściwości pilotażowe przy niskich prędkościach, Endo zaprojektował bardzo lekki samolot z dużymi powierzchniami nośnymi, co dawało bardzo niskie obciążenie skrzydła, a dużą zwrotność osiągnięto dzięki bardzo dużym powierzchniom sterowym. Pomimo że kokpit umieszczono nad skrzydłami, pilot miał bardzo dobrą widoczność w dół dzięki niewielkiemu skosowi krawędzi natarcia skrzydła. Dodatkową widoczność w dół zapewniały obserwatorowi okna w podłodze kadłuba. 
Pierwszy prototyp został ukończony w marcu 1938, a pierwszy lot samolotu odbył się 20 kwietnia. Prototyp miał dobre właściwości pilotażowe i dużą zwrotność. Odkryto jednak, że cierpiał na wingtip stall (utrata siły nośnej przez końcówki skrzydła prowadząca do przeciągnięcia) i drugi prototyp otrzymał stałe sloty przy końcówkach skrzydeł, aby poprawić ten problem. We wrześniu 1939 powstał samolot szkolny Tachikawa Ki-55, który był niewiele zmodyfikowanym Ki-36. Samolot został zamówiony do produkcji w listopadzie 1938. Początkowo był produkowany w zakładach Tachikawa, a w 1940 rozpoczęto produkcję także w zakładach Kawasaki Kōkūki Kōgyō. Łącznie w latach 1938-1944 wyprodukowano 1334 samoloty tego typu:
- dwa prototypy w 1938
- 860 egzemplarzy w fabryce Tachikawa, listopad 1938 - styczeń 1944
- 472 egzemplarzy w fabryce Kawasaki w Gifu, czerwiec 1940 - maj 1942.

## Konstrukcja
Tachikawa Ki-36 był jednosilnikowym, dwuosobowym dolnopłatem używanym głównie w roli samolotu towarzyszącego. Samolot miał konstrukcję metalową krytą płótnem i blachą metalową ze stałym, konwencjonalnym podwoziem. Załoga składała się w dwóch osób, pilota i obserwatora, siedzących w zamkniętym kokpicie w układzie tandem (jeden za drugim).
Napęd samolotu stanowił 9-cylindrowy, chłodzony powietrzem silnik gwiazdowy typu Hitachi Ha-13a o mocy 450 KM (moc chwilowa przy starcie 510 KM, moc na wysokości 1700 metrów - 470 KM) z dwupłatowym, drewnianym śmigłem.
Samolot mierzył 8 metrów długości i 3,64 metrów wysokości, rozpiętość skrzydeł wynosiła 11,8 metrów, a ich powierzchnia 20 metrów kwadratowych, obciążenie skrzydła wynosiło 83 kg/m².
Prędkość maksymalna samolotu wynosiła 348 km/h na wysokości 1800 metrów, a prędkość przelotowa 236 km/h, pułap operacyjny wynosił 8150 metrów, zasięg wynosił do 1235 kilometrów.
Samolot był uzbrojony w pojedynczy karabin maszynowy kalibru 7,7 mm w osłonie silnika i pojedynczy ruchomy karabin maszynowy 7,7 mm, obsługiwany przez obserwatora dodatkowo mógł przenosić do dziesięciu bomb 15- lub 12,5-kilogramowych.

## Służba
Samoloty brały udział w wojnie japońsko-chińskiej, gdzie były używane zarówno jako samoloty towarzyszące jak i w roli lekkich samolot bliskiego wspomagania (szturmowych). Szczególnie w tej drugiej roli samoloty te znakomicie się sprawdziły w znacznym stopniu przyczyniając się do demoralizacji chińskich oddziałów. Szczególnie istotną charakterystyką samolotu była jego zdolność startu i lądowania z niewielkich, prymitywnych pasów startowych oraz bardzo krótki start, do którego samolot potrzebował zaledwie 230 metrów.
Samoloty te były też używane w początkowym okresie wojny na Pacyfiku, ale z powodu dużych strat zadawanych im przez alianckie myśliwce zostały ponownie wycofane do Chin, gdzie miały znacznie mniejsze szanse napotkania nieprzyjacielskich myśliwców. Część wyprodukowanych Ki-55 została przekazana lotnictwu Tajlandii. W czasie wojny zarówno Ki-36 jak i Ki-55 nosiły amerykańskie oznaczenie kodowe Ida.
Pod koniec wojny samoloty też były używane do ataków kamikaze, w tej roli były zazwyczaj uzbrajane do pojedynczą bombę 250- lub 500-kilogramową przenoszoną wewnątrz kadłuba.